# 四国競輪インターネットライブ
四国競輪インターネットライブ（しこくけいりんインターネットライブ）は、かつて運営されていた競輪のストリーミング中継サイトである。
2004年3月17日から高松競輪場、観音寺競輪場、小松島競輪場、高知競輪場、松山競輪場で開催される競輪競走を生中継で放送し、開催が行われていない日は、前日までに行われたレースをダイジェストで視聴することができた。
2010年10月30日よりJKA運営の動画中継サイトKEIRIN.JPストリームが開始されたことにより、それに移行する形で同年11月2日にサービス終了となった。